# Dave Cummings

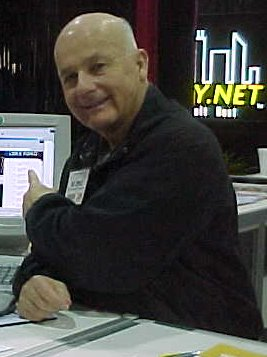
Dave Cummings (2000)

Dave Cummings (* 13. März 1940 in Saratoga Springs, New York; † 5. Oktober 2019 in La Jolla, Kalifornien; eigentlich David Conners), der auch unter den Pseudonymen Dave Conner und Malcolm Sands auftrat, war ein US-amerikanischer Pornodarsteller, -regisseur und -produzent.

## Leben
Cummings war 25 Jahre bei der US Army und brachte es bis zum Lieutenant Colonel. Er nahm am Vietnamkrieg teil und arbeitete später in West Point. Danach arbeitete er als Hypothekenmakler. Er war 22 Jahre verheiratet, bis sich seine Frau 1985 von ihm trennte. Er wurde dann Swinger und 1994 bei einem Film zu einer Playboy-Fernsehsendung entdeckt. Seinen ersten Pornofilm drehte er im September 1994. Er wurde oft und bezeichnete sich auch selbst oft als der „älteste Pornostar im aktiven Geschäft“ („the oldest active porn star“). Als ein älterer Pornodarsteller in Japan bekannt wurde, benutzte er oft den Zusatz „American“. Neben seiner Arbeit als Darsteller war er auch als Regisseur und Filmproduzent aktiv. Laut Internet Adult Film Database war er an mehr als 200 Filmen als Darsteller und an knapp 50 Filmen als Regisseur beteiligt. In vielen Interviews wurde er zu seiner Einstellung zu Viagra befragt. Laut eigenen Angaben benutzte er dieses Medikament nur unregelmäßig.
Cummings war Mitglied der Free Speech Coalition, der Nachfolgeorganisation der Adult Film Association of America, und engagierte sich gegen Versuche der US-Behörden, die Pornobranche einzuschränken. So zählte er im Juni 2005 zu den Klägern gegen eine Verordnung des US-Justizministeriums, die aus Sicht der Kläger versuchte, durch exzessive Nachweis- und Aufbewahrungspflichten unter dem Deckmantel des Kampfes gegen Kinderpornografie die Online-Pornografie generell stark zu erschweren. Er war außerdem Verfasser zahlreicher Beiträge auf Blogs und Internetseiten der Pornoindustrie.
In seinen letzten Lebensjahren litt Dave Cummings an Parkinson und starb am 5. Oktober 2019 mit 79 Jahren. Er hinterließ einen Sohn und eine Tochter sowie vier Enkelkinder.

## Auszeichnungen
Dave Cummings erhielt 2001 den XRCO Award in der Kategorie „Unsung Swordsman“ und wurde 2007 in die AVN Hall of Fame aufgenommen.